# Campanario (Badajoz)
Campanario es una localidad y municipio español situado en la provincia de Badajoz, en la comunidad autónoma de Extremadura.

## Geografía
Situado entre Villanueva de la Serena y Castuera, el río Guadiana constituye su límite norte. El término municipal está atravesado por el río Zújar, que es un afluente de aquel por su margen izquierda. Pertenece a la comarca de La Serena y al partido judicial de Villanueva de la Serena.
| Noroeste: La Coronada (Badajoz)         | Norte: Orellana la Vieja | Noreste: Esparragosa de Lares |
| Oeste: La Coronada (Badajoz) y Magacela |                          | Este: Castuera                |
| Suroeste: Quintana de la Serena         | Sur: Castuera            | Sureste: Castuera             |

El paisaje es el propio de la penillanura extremeña. Su superficie es alomada con altitudes que oscilan entre 300 y 400 metros, aunque hay montes más elevados hacia el sur que llegan a 600 metros. El terreno es árido, con afloramientos de granito y de pizarra, éstos muy característicos de Campanario, llamados localmente "dientes de perro". Como toda la comarca, tiene escasa vegetación arbórea, sobre todo bosque mediterráneo con aprovechamiento propio de la dehesa; aunque más del 80% del territorio es una llanura esteparia con pastizales y cultivos cerealísticos.
El núcleo es de origen romano, y perteneció, después de la reconquista, a la Orden de Alcántara, teniendo bajo su dependencia como aldeas a Quintana y a La Guarda. Integrado asimismo en la Real Dehesa de La Serena.
En los alrededores de la población se han encontrado algunos restos romanos, como la lápida que, de acuerdo con la tradición, ocultaba la imagen de la patrona de la localidad, Nuestra Señora de Piedraescrita, que se custodia en el santuario del mismo nombre.
Su caserío, compuesto por edificaciones de mampostería encalada con acusados componentes de granito en las fachadas, resulta abundante en blasones nobiliarios que ponen de manifiesto la carga histórica de la localidad.
A Campanario pertenece la Aldea de La Guarda que se encuentra a 15 km de distancia.

### Flora
En el municipio de Campanario nos podemos encontrar con distinto tipo de flora. En primer lugar, podemos observar prados artificiales, herbazales y matorrales, también cultivos con arbolado dispersos, dehesas, bosques ribereños, además de vegetación artificial, aunque en menor cantidad y por último encinares y eucaliptares. 

### Fauna
En el municipio de Campanario, en un radio de 10 km, se pueden observar anfibios como la rana común, el gallipato, el sapo corredor, el sapo de espuelas, el sapo partero ibérico y el tritón pigmeo… también destacan aves como la avutarda común, el abejaruco europeo, el abubilla, el águila culebrera, el avión común, el cuervo, el gorrión común, el jilguero, el búho campestre, el milano común, el mirlo, el mochuelo…mamíferos como el conejo y la liebre, el erizo, el zorro, la jineta, el meloncillo, el murciélago común, el de Cabrera, la musaraña gris, la nutria europea o el ratón común, entre otros. También reptiles como la culebra de collar, la lagartija cenicienta, la salamanquesa común, el galápago leproso, la lagartija ibérica…

## Historia

### Prehistoria y protohistoria
Los primeros indicios que dejó el hombre por estas tierras se remontan al Calcolítico, en torno al III milenio a. C. Se han encontrado numerosos restos de industria lítica en la cuenca del arroyo “El Molar”, siendo significativa la concentración de éstos en torno a la presa de “El Paredón”. Abundan entre estos las hachas pulimentadas y mazas metalúrgicas, además de grabados que se acercan tipológicamente a las inscripciones desarrolladas en la Edad del Bronce. De esta etapa, son dos importantes petroglifos que se pueden contemplar en la finca “Gamitas” y en los “Barrancos”, yacimientos que denotan grandes paralelos con los hurdanos. 
En las cercanías del Guadalefra y el río Zújar se han documentado varios indicios de citanías protohistóricas en lo alto de cerros, si bien, nunca se han excavado para ver el alcance de tales manifestaciones. 
Del mismo modo, abundan en todas las cercanías del núcleo urbano numerosos útiles del pueblo prerromano, representados en su mayoría por molinos barquiformes. Todos estos restos, hay que enmarcarlos cronológicamente en torno al II milenio y mediados del I a.d. C., algunos ya en la Edad del Hierro.
Yacimientos de La Mata
Es uno de los elementos más representativos de la protohistoria extremeña, destacando la conservación de sus muros de tapial sobre paramento de mampostería con los que forman varias dependencias o habitáculos. Aunque aún está en proceso de excavación, se puede intuir la monumentalidad del edificio, datado en el periodo orientalizante, en torno al ecuador del I milenio a. C., si bien, hay estructuras posteriores sobre él. En las cercanías se conservan los restos de una necrópolis de incineración, donde se aprecia una gran tumba con masa tumular entre otras ya muy arrasadas. 
Petroglifo de El Herrador
También, con reminiscencias orientalizantes y de similar cronología, se ha encontrado en la finca “El Herrador” una placa de pizarra con caracteres típicos de la escritura griega y valores del tartésico según la tipología establecida por Gómez Moreno.

### Romanización
Tras la llegada del mundo romano a tierras extremeñas en el siglo II a. C. la sociedad experimenta grandes cambios culturales que se manifiestan en la producción humana de manera significativa. Con toda seguridad, a falta de corroborarlo, la zona con mayor concentración de hábitat dentro de este término municipal, recibió el nombre de Valeria, según Ortiz de Tovar, ubicada en las cercanías de “Las Iglesias Caídas”. 
Son muchos los lugares de Campanario donde encontramos indicios de esta romanización, centrados sobre todo en época de Augusto y llegando incluso a tiempos del emperador Teodosio, en el siglo IV d. C. La numismática y la abundancia de terra sigillata en los núcleos de concentración de villas, tales como la de “El Paredón”, las cercanas a La Guarda, “Las Viñas” e incluso la de “La Fuente de los Moros”, ha sido providencial para datar la ocupación romana en estas tierras, que al parecer perduró hasta bien entrado el siglo V y VI, a juzgar por algunos ejemplos de esta cerámica y utensilios con decoración tardorromana. 
Entre los elementos más destacados y atractivos al público figuran el Recinto Fortificado tipo torre de la Portugalesa, fechado entre el primer cuarto del siglo I a. C. y finales del siglo I d. C., y la propia Presa del Paredón, que aunque se duda de su cronología, es susceptible de ser encuadrada en esta época. Mención especial merece los restos encontrados en las cercanías de Piedraescrita, a los que haremos referencia más adelante. 
Ortiz de Tovar, además de analizar al epígrafe que luego estudiaremos, cita la existencia de una piedra descubierta en las "iglesias caídas" con el siguiente epígrafe: L. T. Avita. ann. XVIII. H. S. E. S. T. T. L. Su transcripción deja entender: "Lucio Tito pasó de esta vida a la edad de 18 años. Aquí está enterrado, séate la tierra liviana". 
De la Alta Edad Media, etapa que se funde con los últimos tiempos de Roma, tenemos algunos ejemplos de tumbas excavadas en granito en torno a las cuales abundan restos de tégula (tejas). Geográficamente se centran al suroeste de la localidad, próximas a tierras de La Guarda.

### Edad Media
Las primeras referencias que tenemos de población después de los romanos, aún careciendo de base científica, aluden a unas alquerías musulmanas que tenían los moros de Magacela en la zona de las iglesias, y que tras la reconquista del territorio se mandó repoblar con cristianos. 
La repoblación de toda La Serena arrancó de la donación de la plaza de Magacela a la Orden de Alcántara en 1234, una vez tomado su castillo y villa por el Maestre D. Arias Pérez en 1232. 
En el año de 1333 es la primera vez que aparece el nombre de “Campanario” para definir el núcleo de hábitat. El dato, aportado por Torres y Tapia, hace referencia a la compra de parte de unos molinos en el Zújar por Alvar Pérez, Comendador de Magacela. Según Ortiz de Tovar, por estas fechas ya estaría ubicado en el lugar que actualmente ocupa, traslado ocasionado por la escasez de agua en las iglesias. 
Marsá es de la opinión de que en la loma donde se ubica la parte antigua del pueblo hubo una muralla defensiva dotada de campanas que servían para llamar a los habitantes de las aldeas y campos colindantes, de ahí el origen del topónimo del pueblo. Por otro lado, y acompañan a esta primera, se han lanzado varias hipótesis que aclaren el origen del nombre, tal es el caso de las proposiciones de los términos “Campo ario” y “Campo erario”, aludiendo el primero a la sequedad de las tierras en que se asienta y el segundo a la riqueza metalúrgica de la zona. También hay quién insiste en el origen religioso de este, haciendo referencia a alguna ermita con campanario ya desaparecida

### Edad Moderna
Según el presbítero Vicente Navarro del Castillo, la villa de Campanario contribuyó con veintidós de sus habitantes a la conquista americana, repartiéndose por la superficie del Nuevo Mundo donde quiera que hubo presencia española. Entre los que salieron de Campanario, hay que citar a Bartolomé Maldonado que actuó en la región andina, la parte fronteriza de lo que hoy conforma Colombia y Venezuela.
Otro de los hijos de Campanario que fueron importantes en Chile a principios del siglo XVII, fue Bartolomé Maldonado Guisado (o Madrigal), secretario de la Real Audiencia y alférez general, desde 1609 hasta que renunció en 1626. Había casado con doña Nicolasa Suárez de Ortuño, natural de Madrid y tuvieron 11 hijos (5 hijos y seis hijas). Bartolomé fallecía en Santiago de Chile, en 1636. 
Campanario fue aldea de Magacela hasta 1525, cuando obtiene el privilegio de villa eximida confirmado por Felipe IV el 26 de septiembre de 1629. 
Será a partir de ahora cuando el núcleo comience a crecer paulatinamente, de hecho, tal es su importancia que aparece entre el segundo cuarto del siglo XVI y toda la segunda mitad de esa centuria, en el quinto lugar con el mayor número de vecinos del partido de La Serena. De Campanario dependían administrativamente sus dos aldeas, Quintana de la Serena y La Guarda. Actualmente solo la segunda depende de Campanario.
Al crecimiento demográfico le acompaña el urbano y monumental, y es en este siglo XVI cuando hay que señalar algunos aspectos artísticos significativos de la población. Con motivo de la visita de Rodríguez Villafuerte a la villa se relacionan todos los edificios notables, tanto los religiosos como civiles. Entre los primeros se citan la iglesia parroquial de Nuestra Señora de la Asunción; ermita de Nuestra Señora de las Iglesias (luego denominada de la Guía), cercana a la cual había otras dos, la ermita de San Ildefonso y San Antón; ermita de Piedraescrita; y ermita de San Clemente. De los edificios civiles destacan entre otros las Casas de Encomienda de la Portugalesa, la Casa del Concejo y el Hospital de San Bernardo, mandado hacer por Alonso Godinez, Comendador de la Portugalesa y acabado en 1513. Se encontraba en el solar de la plaza del Carmen que ocupa la ermita del mismo nombre y casas contiguas. Tenía este una capilla sacra, dedicada al patrono del hospital que a su vez compartía protagonismo dentro de ella con otros santos como S. Benito, S. Domingo, S.Francisco y la Virgen.

### Edad Contemporánea
A la caída del Antiguo Régimen la localidad se constituye en municipio constitucional en la región de Extremadura. Desde 1834 quedó integrado en el partido judicial de Villanueva de la Serena. En el censo de 1842 contaba con 1383 hogares y 5406 vecinos.
A mediados del siglo XIX crece el término del municipio porque incorpora a La Guarda.
El desarrollo demográfico, urbano y social del núcleo que arranca del siglo XIX, se va manifestando poco a poco hasta llegar al siglo XX, concretamente, en 1849 contaba con 900 casas habitadas, aunque la consistorial se declara en muy mal estado, lo mismo que la cárcel. El número de vecinos era de 4383 y 5406 almas, y seguían ejerciendo las escuelas de niños y niñas citadas a finales del siglo XVIII, así como otro edificio destinado a hospital para pobres. También, hay algunas novedades en cuanto a la importancia que adquieren algunos monumentos religiosos, ejemplo de ello es que a mediados del siglo XIX la ermita de los Mártires es citada con la categoría de iglesia. 
Con el crecimiento del pueblo, el ensanche empezó a tomar forma llegando al tramo final de la calle Real, configurándose El Arrabal, donde podemos contemplar posiblemente los mejores ejemplos de la arquitectura de finales y principios de siglo ataviada con magnífica decoración modernista en sus fachadas. Las Casas del Arrabal, son sin duda reflejo del dominio señorial y poder nobiliario que perduraba aún en estas fechas. 
Durante la guerra civil, el aspecto artístico y monumental del pueblo quedó seriamente dañado. El frente, situado en estas tierras, hace que Campanario se convierta en uno de los escenarios donde se desarrollarán los acontecimientos más importantes y de mayor repercusión para el posterior desenlace de la contienda. Todavía son apreciables las trincheras de estos años en Los Barrancos, elementos que destacan entre el paisaje natural. 
En la plaza de España, frente al ayuntamiento, se puede contemplar el monumento al escritor local Antonio Reyes Huertas, consistente en una cabeza de bronce con tratamiento rugoso de la textura sobre un enorme monolito de granito. La obra es del artista barcarroteño Luis Martínez Giraldo, ejecutada en 1980. También de bronce, aunque más reciente, es la obra ubicada en el parque y que representa el busto de otro hijo ilustre de la villa, el bibliófilo Bartolomé José Gallardo; realizada por el escultor villanovense Ricardo García Lozano. 
Es también significativo el dato concerniente a la disputa entre varias localidades y Campanario sobre el origen del conquistador de Chile Pedro de Valdivia, a cuyo nombre hay dedicada una losa de bronce en la fachada del ayuntamiento.

## Demografía
Campanario cuenta con una población de 4705 habitantes (INE 2024).
| Gráfica de evolución demográfica de Campanario entre 1842 y 2021 |
| |
| Población de derecho según los censos de población del INE. Población de hecho según los censos de población del INE.Entre el censo de 1857 y el anterior, crece el término del municipio porque incorpora a La Guarda. |

La población ha mostrado una línea irregular en su evolución, con un rápido crecimiento entre 1900 y 1910, descenso y aumento hasta 1940 y estabilización en la etapa 1940-1960. A partir de esta fecha comienza la emigración (igual que en el resto de la zona).

## Administración y política
El actual alcalde es Manuel María Calderón Trenado, del Partido Popular, investido el 17 de junio de 2023 tras las Elecciones Municipales de ese mismo año.

## Patrimonio

### Renacimiento

#### Iglesia de Nuestra Señora de la Asunción
Iglesia parroquial católica de Nuestra Señora de la Asunción, en la archidiócesis de Mérida-Badajoz. Es una construcción de medianas proporciones levantada prácticamente en su totalidad a finales del siglo XV por D. Juan de Zúñiga con fábrica de mampostería y sillares en sus contrafuertes. 
El interior es una sola nave dividida en tres tramos con arcos fajones y cubierta originaria de alfarje de madera; mientras, el altar del templo se cubre con bóveda de crucería, levantada en época contemporánea por haberse desplomado. 
Dentro de sus muros podemos contemplar varios retablos de los siglos XVIII y XIX como elementos más interesantes, conservándose algunas piezas barrocas de platería labrada de exquisita factura.

#### Ermita de Nuestra Señora de Piedraescrita
Enclavada en el paraje singular de Los Barrancos, distante algo más de 5 km del pueblo, corona la cima de una de las numerosas lomas escasas de vegetación que caracterizan al lugar 
La ermita es de planta rectangular alargada fabricada de mampostería y sillares en contrafuertes. La cabecera fue cubierta con bóveda de crucería, hoy muy remodelada con un camarín barroco construido a mediados del siglo XVIII. Alberga esta cámara a la Virgen que otorgó el nombre de la ermita, que a su vez vino dado por una lápida romana con epígrafe que se conserva embutida en la fachada meridional del templo.
El templo, debido a sus características artísticas y valor cultural, fue declarado Bien de Interés Cultural por la Consejería de Cultura y Patrimonio de la Junta de Extremadura en el año 1993.

#### Ermita de los Mártires
Se levantó a las afueras del pueblo, siendo más tarde absorbida por el tejido urbano que creció hacia la zona del Arrabal. El edificio presenta como característica más significativa su planta de cajón alargada, sin grandes alardes arquitectónicos y sobriedad constructiva. En algunas partes del edificio muestra la huella de obras llevadas a cabo a finales del siglo XVIII y principios del XIX.

#### Casa del Diablo
Situado en la calle Plazuela 5 y 3 de esta localidad, el edificio, de estilo renacentista, data de finales del siglo XVI, según ha apuntado la Junta de Extremadura.
La protección de este bien se refiere únicamente a la fachada del edificio, debido a la demolición en su totalidad por ruina en el año 1982 y su posterior recomposición más tarde con sus elementos originales.
Este edificio de Campanario consta de una planta baja, en la que se sitúan tres accesos, dos de los cuales son de cantería, uno central y otro lateral.
Asimismo, en la planta segunda se ubican cuatro huecos de formato vertical, alineados sobre los de planta baja y "destaca la situada a la izquierda de la fachada por el escudo e inscripción en el dintel". Además, esta ventana se ubica sobre otro pequeño escudo y el acceso lateral de cantería.
El elemento de mayor interés que presenta es la portada de acceso principal, situada en el centro de la fachada, que destaca por la presentación de un busto y un escudo en la parte superior, que son motivos ornamentales consistentes en figuras de niños, "frecuentemente desnudos y alados", en forma de Cupido, y que se encuadra en alfiz quebrado y rematado mediante flameros.

### Barroco (siglosXVIIyXVIII)

#### Convento de Franciscanos Descalzos
Fruto de la prosperidad urbana y alza del poder religioso en la villa, se funda en el año 1600 un pequeño convento de franciscanos descalzos, del que hoy sólo se conserva un epígrafe alusivo a la orden monástica y con el escudo representado. Se encontraba este ocupando el solar de algunas viviendas de la calle Los Benítez, siendo allí donde podemos contemplar la única referencia a su existencia transformada en dintel de una puerta.

#### Convento e iglesia de Las Clarisas

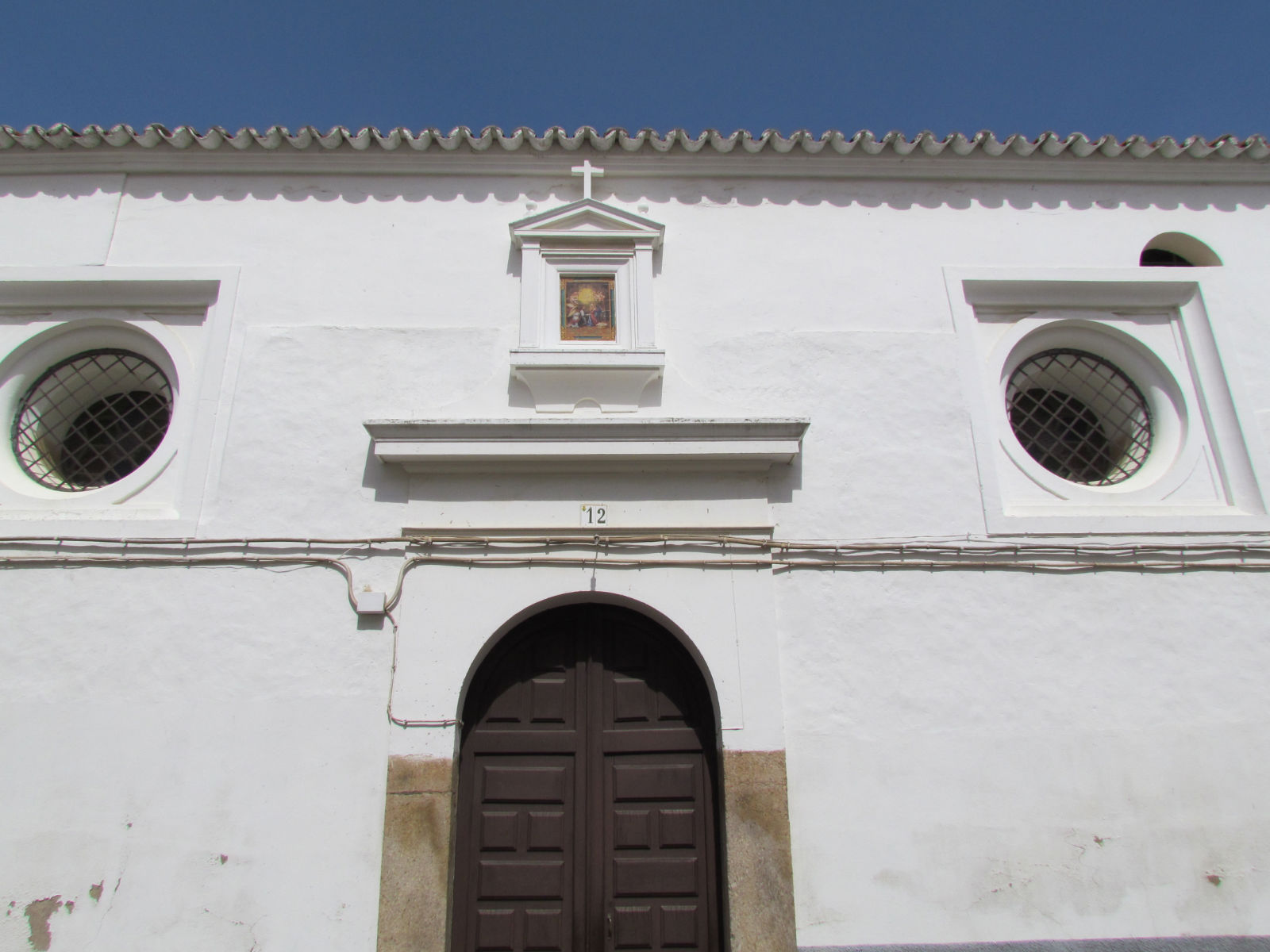
Convento de las Hermanas Clarisas

El Convento es uno de los elementos arquitectónicos más relevantes del pueblo, su patio, dependencias interiores y arquitectura en general, muestran las facetas constructivas de los siglos XVII y XVIII. La planta del templo, claramente de cajón y muy estrecha con cúpula sobre un crucero muy poco desarrollado, pone de manifiesto las características del barroco pleno, posiblemente de la segunda mitad del siglo XVII o principios del XVIII. La bella espadaña de ladrillo que se alza en su exterior y que soporta las campanas, destaca sobre todo por la perfección en la utilización del material, decoración con cerámica, así como por la escultural figura estética y valor histórico artístico.

#### Ermita del Carmen
Ocupa parte del solar donde se levantaba el antiguo Hospital de San Bernardo. El edificio es de planta central cubierto con una enorme cúpula con tambor y linterna que ilumina magníficamente el interior. 
Otros elementos artísticos a destacar de la población lo constituyen los palacios señoriales que arrancan del siglo XVI, y encuentran en los siglos XVII y XVIII su mayor auge constructivo. La llamada Casa de los Diablos, de bella fachada y que ha visto seriamente perjudicado su modelo original por las recientes obras, es uno de los hitos del pueblo. Muestra un frontal completo de granito labrado rematado por un escudo coronado con una cabeza humana y flanqueado por dos querubines. 
Otras casas nobiliarias y representativas de la arquitectura tradicional de Campanario se conservan aún con algunos blasones de armas; tal es el caso del edificó que hace esquina en la parte más alta de la calle Quintana, donde además podemos contemplar el enorme e interesante escudo. Según algunos autores, esta casa estaría ocupando el solar de un antiguo Convento Carmelita, que además estaba dotado de un inmenso huerto, dato que sin duda es incierto. Otro ejemplar similar destaca en la calle los Benítez, a los que acompañan varios dispersos por todo el pueblo de menores dimensiones, tales como los de la calle Virgen de Guadalupe y el de la Casa de la Santa Inquisición, en la calle Bartolomé José Gallardo. La riqueza de casas blasonadas en la localidad, es sin duda alguna uno de los atractivos turísticos de mayor interés.

### Arquitectura popular
Además de las viviendas nobiliarias, símbolos y representantes de las clases sociales más pudientes, destacan en la localidad numerosos ejemplos de arquitectura popular sencilla, que a su vez, refleja la faceta funcional de una localidad tradicionalmente dedicada a labores agrícolas y ganaderas. 
La vivienda típica de Campanario se caracteriza por su sobriedad constructiva y estructura interior, que salvando alguna particularidad, responde a un modelo común erigido básicamente con mampostería, tapial y adobe. Suelen ser obras de dos plantas, una baja y sobre ella el doblado, destinado a guardar aparejos de labranza y trabajo. Las dependencias interiores se organizan a ambos lados del pasillo que comunica la puerta de entrada con el corral y cuadras de la parte trasera. Dependiendo de las dimensiones de la casa, puede o no estar dividida en tramos o naves, las más antiguas sin separación de espacios y con techumbres formadas con vigas de madera (troncos de árboles), caña y teja árabe encima; las más recientes, con bóvedas de cañón o aristas separadas por arcos que configuran las naves. 
Ejemplos de estas primeras, ya en peligro de extinción, aún se conservan en el barrio de los Olivos y otras calles de la periferia menos remodelada de la localidad. 
Las fachadas, todas ellas enlodadas, presentan dos divisiones, una superior encalada y otra inferior marcada por el zócalo característico de las poblaciones del llano. A ambos lados de la puerta de entrada, se abren pequeños vanos que iluminan las dependencias interiores, aunque no es extraño que carezcan de estos.

## Medios de comunicación
Prensa escrita
El municipio cuenta con su propio periódico local, Hoy Campanario, formado a partir de una corresponsalía del diario regional Hoy Diario de Extremadura.